# Глухово (Калужская область)
Глухово  — деревня в Медынском районе Калужской области, административный центр сельского поселения  «Деревня Глухово». Расстояние до города Медынь — 22 км, до Калуги — 84 км.

## Этимология
Название связано с некалендарным личным именем Глухой.

## Инженерно-геологические условия
Территория относится к пологому южному склону Смоленско-Московской возвышенности. Абсолютные отметки 190—210 м.

## История
Была центром Глуховской волости.
В 1795 году Глухово — деревня на левой стороне реки Лужи, во владении князя Василия Ивановича Долгорукова и княгини Авдотьи Александровны Зиновьевой (в девичестве Дологоруковой)(1751-?), супруги действительного камергера Александра Николаевича Зиновьева(1749—1824). При деревне — мучная мельница.
В 1863 году Глухово — владельческая деревня при реке Луже, 1-го стана Медынского уезда, по правую сторону Верейского тракта.
В январе 1942 в деревне возникла братская могила. По решению малого Совета Калужского областного Совета народных депутатов от 22.05.1992 г. № 76 — объект культурного наследия.
10 октября – 1953 года решением исполкома Медынского Районного Совета депутатов трудящихся были открыты Гусевская и Глуховская сельские библиотеки.

## Инфраструктура
Деревня прикреплена к Кременской общеобразовательной школе.